# 富滇新银行
富滇新银行是中华民国大陆时期由雲南省政府设立的一家省立地方银行，1932年8月31日成立，由富滇银行停业清理后重新组建。该行曾发行货币，其发行的“新滇币”是中国最早的现代信用货币。

## 历史
1911年云南重九起义之后，蔡锷执政的云南军都督府成立富滇银行，除经营存款、贷款、汇兑等业务以外，还代理云南省金库，并发行纸币。由于连年战争，云南省政府不断向富滇银行借债，1926年造成“币值狂落”。1929年，富滇银行所发行纸币彻底崩溃，富滇银行停业清理，云南省政府决定整理金融。
为了稳定金融，增加财政收入，1929年11月云南省政府召开第四次“整理财政金融会议”，决定对富滇银行纸币实行贬值，即规定纸币与滇铸半开银币的兑换比价为五比一，会议之中决定了十条具体措施：（一）税收自民国十九年（1930年）1月1日起征现金（滇铸半开银币），如以纸币缴纳者，依照政府规定五比一比例折收。（二）凡厘金、烟、酒等税率，以现金为本位并实行投标承办制。（三）富滇银行纸币仍照旧使用，由政府负责维持。（四）取消金融附捐及苛捐杂税。（五）严禁现金出口。（六）筹还（富滇银行）欠款。（七）征收进口货物捐，明定进口货的种类、名称、分别征收特捐，收入捐款专办银条，鼓铸银币，储作新行基金。（八）另定税率，增加收入。（九）另编预算，军政费在新章施行3个月内照旧预算以现金3成支发。财政预算由财政厅以地方收入十分之七办理之，军费预算由经理处会同财政厅以国税十分之七办理之。（十）结束整理金融委员会及监察委员会，另设整理财政委员会。由于认真贯彻上述措施，全省财政收人大为改观。至1930年底，不仅消除了赤字，而且结余一百七十余万元，1931年结余又增加至一千二百三十余万元。在财政收入不断增长的情况下，1928年新成立的省政府已感到十余年来前政府（指唐继尧政府）设立的富滇银行发行纸币一再贬值，售出外汇一再拖期，社会印象甚为不良，继续沿用旧银行名称，恐影响新政府金融机构的形象。于是指定专人，用财政收入的专用款项，购买生银，鼓铸半开银币，为筹建新行准备资金。筹备工作基本就绪后，省政府于1932年6月下令富滇银行停业，所余帐目，移交富滇新银行继续办理。
1932年7月1日，云南富滇新银行成立，同年9月1日正式对外营业。按照新行章程规定，富滇新银行隶属于省政府管辖，是地方官办银行，实际执行省银行职能。设总经理1名，协理2名，均由省政府委任，首任总经理为李培炎（龙云的妻弟）。在上海、个旧、下关、昭通、曲靖、开化、丽江、腾冲设分行，在香港、河口、东川、顺宁、保山设办事处。资本总额规定为滇铸半开银币二千万元。至1932年12月底止，实收资本额为半开银币一千六百万元。其中，半开银币和银条约七百四十万元；有价证券、房地产等折合半开银币约八百六十余万。该行业务主要有发行货币，经营存款、放款、汇兑和发行期票等近代银行业务。1932年9月1日开始发行新纸币“云南富滇新银行兑换券”，被称为“新滇币”或“新滇票”，面值为一百元、五十元、拾元、五元、一元；并规定其为全省通用货币，与半开同时流通，每元可兑换滇铸半开银元2枚；并规定公私单位一律以新滇币计价，正式确定了半开银币为本位货币，并以老滇票每5元折新币1元的比率陆续将旧币回收销毁:9-10,29-30,55。
由于李培炎在管理外汇和投机大烟土上失败，1934年2月缪云台出任富滇新银行行长，为恢复银行信用而进行改革。廖上任后规定不再接受鸦片为贷款抵押物，将库存鸦片清理；将上海、香港和海防三个分行以外的省外分支结构全部裁撤；提升银行外汇储备金；推行“跟单押汇”政策，吸纳大量存款；限制白银外流，确保滇币币值稳定；统一云南币制，削弱外币地位。并与主政云南的龙云、卢汉约定：富滇新银行不代理省金库、省政府不向富滇新银行举债、龙卢二人不在富滇新银行开立户头。至1939年底，己在省内经济比较发达的地区和省外设立分行及办事处六十余处。
1936年以省政府拨给的新滇币100万元救国捐作为农贷基金，在该行内增设农村业务所，负责农业金融。当年即在官渡镇试点发放农业贷款。贷款的原则是以团体合借及按亩积决定贷款金额，每村凡借贷的农户要组成“借款联合会”，推举负责人承办，实为互相担保，借贷期一般为一年，利率低于工商贷款。这一举措，抵制了私人高利贷的盘剥。在官渡镇发放农贷取得经验后，初步扩大到环湖五县，然后再铺开到全省。1941年富滇新银行农村业务部划出成立“云南省合作金库”，作为全省农业金融专门机构。
1937年初与中央达成协议，新滇币作为法币的辅币在云南流通，比值为2:1；至于云南的半开因历年所铸成色不一，暂由富行暂代中央收兑存储。1937年4月22日发布通令实施法币，宣布实行“纸币政策”，规定“新、旧滇币不再兑换半开银元，全省禁用银币，流通中的银币由富滇新银行按一元新滇币兑换两枚半开的比价收兑”，限1937年8月15日兑换完银币或生银；1937年5月15日开始执行“法币”政策，新滇币2元兑法币1元，半开两枚兑新滇币一元，本省双毫五枚兑新滇币一元。从此，新滇币为不兑换纸币，半开银元也以白银国有名义，用纸币收兑退出流通。1937年8月，为抢在中、中、交、农四行人滇机构还不多前收兑民间白银，又专门增发纸币二千五百万元，收兑半开银元4 529 355元。1937年12月1日，中央银行来昆明设立分行。中、中、交、农四行和省外银行在滇境的势力不断加强，富滇新银行的业务逐渐受到国家银行的制约，并遇到以“四川帮”，“上海帮”为主的其他银行激烈竞争，使该行的力量遭到削弱，1942年7月，中、中、交、农四行专业化后，货币发行权统归中央银行管理，因种种原因，新滇币被限制发行和限期收兑回笼。富滇新银行的业务被迫转向主要从事对本省工业、农业生产进行放款和投资。
西南联大师生作为‘外省人’用的是法币，而滇币和中央法币的比值为10∶1。冯友兰的女儿宗璞回忆，用法币计算，当时一角钱可以买100个鸡蛋，很占便宜，所以联大师生在云南的头两三年日子还是比较好过的。钱穆回忆“国币六元合新滇币六十元，中晚两餐可供一荤一素一汤”，实际上这些回忆所说的都是旧滇币。
至1941年6月30日，共发行纸币6次，总计金额为81，500万元。其中除一元券二千四百万元因发行时面值过小，已经失去支付的功能而未发行外，实际上发行79，100万元。这六次发行的主币面值有：百元券37，500万元；五十元券22，600万元；十元券12，600万元；五元券5，600万元；一元券3，600万元。此外，还发行辅币铜元券五十仙、二十仙、十仙、五仙，以往通用当制钱十文、二十文、五十文铜元
1944年2月，财政部致函富滇新银行，改行未缴纳发行准备金，勒令自2年内全部收回新滇币。富滇新银行发布通告收回新滇币纸币，至1947年底累计收回68015万元，占发行总额的84.4%。法币才真正占领云南流通领域。至1949年3月，未收回的新滇币12567万元，仅值金圆券20.92元，富滇新银行以损益科目列销，收兑结束。
1946年，云南省务委员会通过决议，将富滇新银行划归云南人民企业特种股份有限公司。富滇新银行作为一个企业并入该公司，从此失去省银行的地位及功能。:28。
由于法币的恶性通货膨胀，1948年5月20日拨借半开银元72万元给省政府公路管理局作为修筑弥宁公路第一期的经费。此后陆续借半开银元给省财政厅。1949年4月1日宣布半开银元为本省本位币流通。1949年7月，云南省银行成立，取代了富滇新银行的地位。
1949年12月9日，时任中华民国云南省主席卢汉通电全国，宣布“云南起义”，投向新成立的中华人民共和国政府。其后，中国人民解放军迅速进军云南，陈赓、宋任穷率中国人民解放军第二野战军第4兵团于1950年2月与滇桂黔边纵队在云南省昆明市宜良县会师，中国人民银行总行调拨云南省的人民币资金随二野四兵团队伍在2月20日正式进入昆明。1950年3月5日，西南军区昆明市军事管制委员会成立，下设金融组，负责接收国民政府金融机构。3月7日，李铁亚率人对国民政府在昆明的官办和官商合办的金融机构进行军事接管，并接收相关金融机构内的工作人员。3月8日，中国人民银行云南省分行在昆明市威远街122号成立，正式接管富滇新银行，经过清理，富滇新银行接管物资变价折款人民币316468余元，债券大于债务折合人民币76468元。至此，富滇新银行结束。

## 备注
1. ↑  “半开”为云南当地为五角银元（半元银币）的称呼